# Демир капия (Беласица)
Вижте пояснителната страница за други значения на Демир Капия.
Демир капия или Демир капу (на гръцки: Δεμίρ Καπού) е седловина и проход в планината Беласица. Разположена е на височина 1686 метра на главното било, между гранични пирамиди № 22 и № 23 западно от първенеца връх Радомир (пирамида № 24) и източно от връх Лозен (пирамида № 11). През седловината минава държавната граница между България и Гърция. Името Демир Капия носи и съседният връх пирамида № 23 с височина 1820 m.
До началото на XX век през Демир капия е минавал кираджийски път, свъзващ Петричкото със Сярското поле. Оттук през 1014 година преминава обходният отряд на Никифор Ксифий, който нанася решителния удар в гръб на войските на цар Самуил по време на Беласишката битка. На 19 октомври 1925 година тук започва известният в историята Петрички инцидент. По време на Студената война седловината е минирана от гръцка страна. През Възродителния процес тя е преименувана на Железни врата.
Основен изходен пункт за изкачването на Демир капия е село Самуилово, от където започва маркирана туристическа пътека, по която за около 4 часа може да се стигне до седловината. От същото село до прохода води и 18 километров камионен път, който до местността Лопово е чакълиран.

## Топографска карта
- Лист от карта K-34-95. Мащаб: 1 : 100 000.
- Лист от карта K-34-107. Мащаб: 1 : 100 000.